# 第二代李頓伯爵維克多·布爾沃-李頓

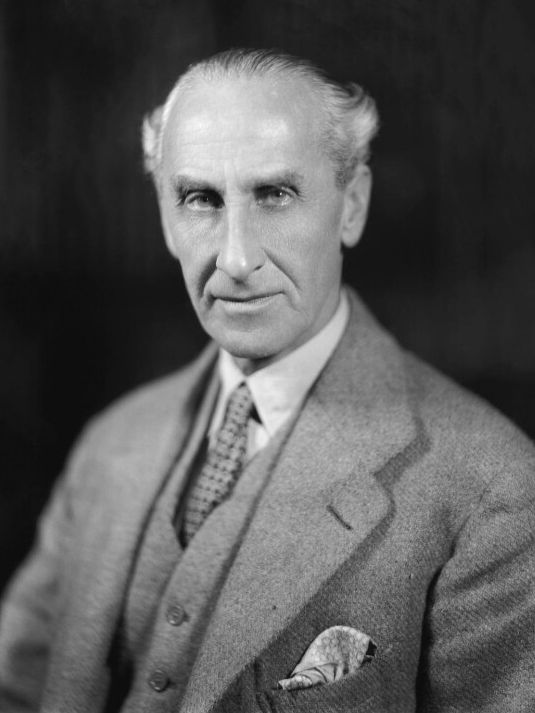
維克多·布爾沃·李頓

維克多·亞歷山大·喬治·羅伯特·布爾沃-李頓，第二代李頓伯爵，KG，GCSI，GCIE，PC，DL（Victor Alexander George Robert Bulwer-Lytton, 2nd Earl of Lytton，1876年–1947年），英國政治人物。
他是第一代李頓伯爵羅伯特·布爾沃-李頓之子，生於英屬印度的西姆拉，當時其父正在擔任印度總督。1891年父親逝世後繼承李頓伯爵爵位。先後就讀於伊頓公學與劍橋大學三一學院，1916年－1920年在英國海軍部任職，1920年－1922年任印度事務次官。1919年進入樞密院。1922年－1927年任英屬印度孟加拉總督，期間一度代理印度總督。1933年獲得嘉德勳章。
李頓最著名的事蹟是在1931年領導國際聯盟所派遣的李頓調查團調查九一八事變始末，調查團所提出的李頓報告，主張日本為侵略者，但也承認日本在滿洲的特殊權利，建議在滿洲成立在中國名義主權下的自治政府，以達成中日和平。由於國聯不承認滿洲國，日本在1933年退出國際聯盟。
李頓的妻子Pamela Chichele-Plowden曾經是年輕的邱吉爾熱情追求過的對象。李頓的兩個兒子都在第二次世界大戰中戰死，他死後李頓伯爵爵位由弟弟內維爾·布爾沃-李頓繼承。

## 荣誉

### 外国勋章奖章
- 特种大绶景星勋章（中华民国，1946年1月1日批准[1]）